# Temnoscheila tristis
Temnoscheila tristis is een keversoort uit de familie schorsknaagkevers (Trogossitidae). De wetenschappelijke naam van de soort werd in 1853 gepubliceerd door Étienne Mulsant en Claudius Rey.